# Nikolai Pankin
Nikolai Pankin (n. 2 ianuarie 1949, Moscova, RSFS Rusă, URSS – d. 13 octombrie 2018, Murom, Regiunea Vladimir, Rusia) a fost un înotător ce a reprezentat Uniunea Republicilor Sovietice Socialiste, medaliat olimpic. A participat la 3 ediții ale Jocurilor Olimpice (1968, 1972, 1976) în care a câștigat o medalie de bronz.